# Cassina de' Pecchi
Cassina de' Pecchi (Cassina de Pecci in dialetto milanese, AFI: [kaˈsina deˈpɛtʃi]) è un comune italiano di 13 909 abitanti della città metropolitana di Milano in Lombardia. È situato lungo la Strada statale 11 Padana Superiore a circa 16 chilometri a nord-est dal centro di Milano.

## Geografia fisica
Il comune di Cassina de' Pecchi fa parte della città metropolitana di Milano e della zona della Martesana.
Confina a ovest con Cernusco sul Naviglio, a nord con Bussero, a sud con Vignate, a est con Gorgonzola e a sud-est con Melzo. Il territorio completamente pianeggiante e attraversato dal naviglio Martesana ed è costeggiato a est dal torrente Molgora. Sono presenti inoltre numerose rogge e canali che, prendendo l'acqua dal naviglio, formano una rete di irrigazione che copre l'intero territorio.

## Storia
L'attuale territorio comunale è il risultato dell'annessione di Camporicco nel 1841 e di Sant'Agata Martesana nel 1870.
Cassina de' Pecchi ha ricevuto il riconoscimento di "Città sostenibile delle bambine e dei bambini" nel 1999, relativamente ai comuni con popolazione inferiore a 50 000 abitanti.
Dal 2015 fa parte della Zona omogenea Adda Martesana della città metropolitana di Milano.

### Simboli
Lo stemma di Cassina de' Pecchi è stato concesso con regio decreto del 7 gennaio 1932.
Nello stemma sono combinati i simboli delle famiglie che maggiormente hanno contribuito alla storia locale: le api (o pecchioni), arma parlante dei Pecchio di Milano, e l'albero ripreso dal blasone dei Serbelloni che furono feudatari di Cassina de' Pecchi.
Il gonfalone è un drappo interzato in fascia di verde, di bianco e di rosso.

## Monumenti e luoghi d'interesse

### Architetture religiose
- Chiesa di Santa Maria Ausiliatrice (1976)
- Chiesa della Natività di Maria
- Chiesa di Sant'Agata

### Altro
- Campanile ed ex-chiesa di Santa Maria Assunta

## Società

### Evoluzione demografica
- 228 nel 1751
- 384 nel 1805
- 559 nel 1809 dopo annessione di Camporicco
- annessione a Cernusco nel 1811
- 802 nel 1853 dopo annessione di Camporicco avvenuta nel 1841
- 797 nel 1861
- 1 619 nel 1871 dopo annessione di Sant'Agata Martesana nel 1870
- 12.272 nel 2020
- 12.324 nel 2001
- 12.330 nel 2002
- 13.977 nel 2023

Abitanti censiti

### Etnie e minoranze straniere
Secondo i dati ISTAT al 31 dicembre 2010 la popolazione straniera residente era di 940 persone. Le nazionalità maggiormente rappresentate in base alla loro percentuale sul totale della popolazione residente erano:
- Romania 176 1,34%

## Geografia antropica

### Frazioni

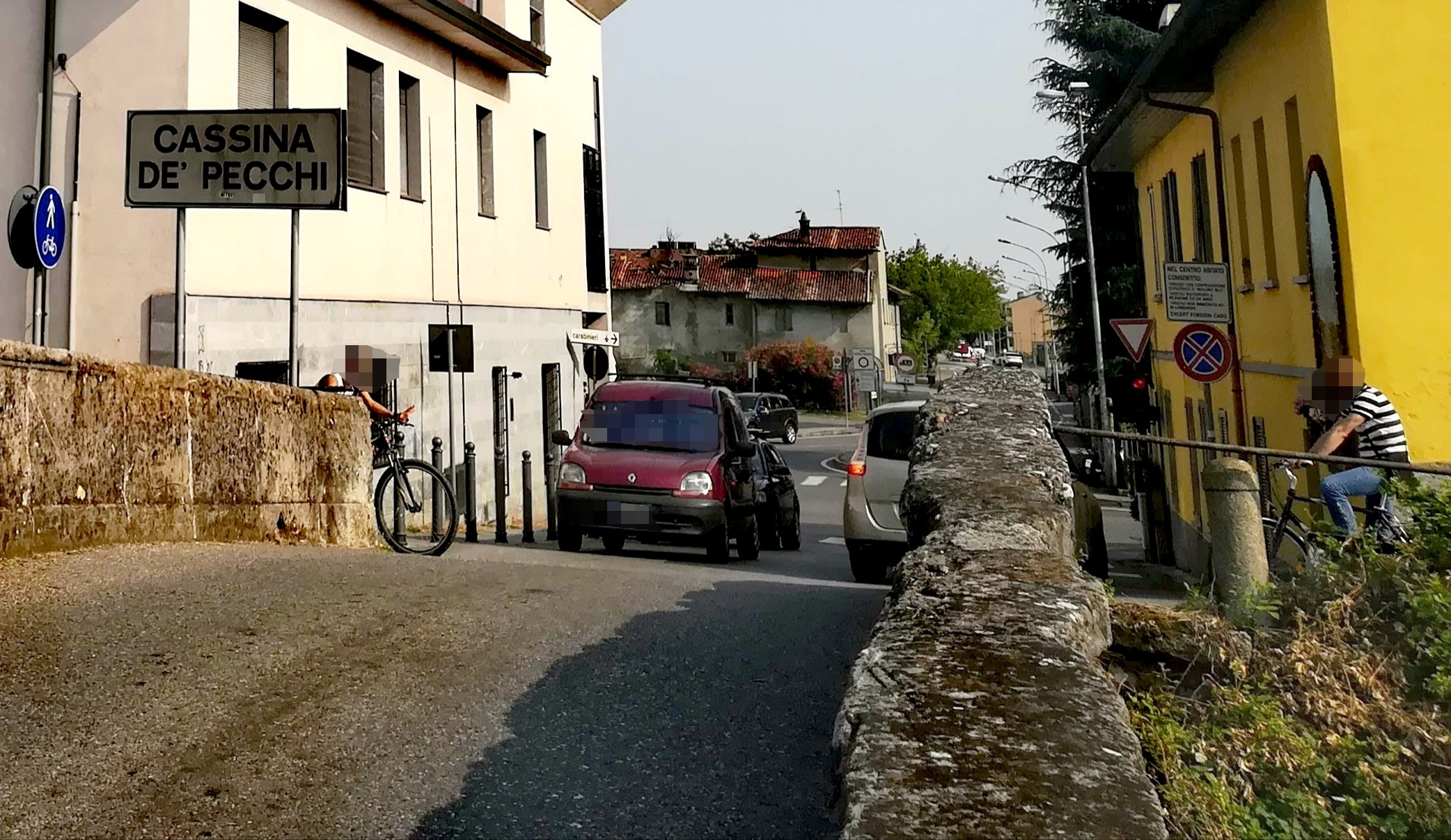
Alzaia del Naviglio della Martesana al confine con il territorio comunale di Gorgonzola.

Il territorio comunale comprende, oltre al capoluogo, la frazione Sant'Agata Martesana e le località Camporicco, Colombirolo, Villa Magri, Villa Pompea e Villa Quiete.

#### Sant'Agata Martesana
Sant'Agata Martesana è l'unica frazione del Comune di Cassina de' Pecchi e, per motivi sia geografici sia storici sia culturali, può essere considerato un paese autonomo rispetto al capoluogo.
Sant'Agata è stato comune autonomo fino al 1870 e ancora oggi è una parrocchia autonoma anche se è in corso la costituzione di una unità pastorale che comprende le tre parrocchie del comune.
Dal punto di vista culturale, Sant'Agata ha delle proprie ricorrenze e un proprio calendario di eventi, in particolare:
- La festa di san Fermo (9 agosto), patrono insieme a sant'Agata del paese, che richiama gente dai paesi limitrofi per partecipare alle funzioni religiose in onore del santo e per assistere allo spettacolo pirotecnico che chiude la festa. La festa di san Fermo è anche l'occasione in cui la gente nata e cresciuta in paese, ma per qualche motivo emigrata altrove, usa ritrovarsi.

## Economia

### Agricoltura
L'agricoltura a Cassina de' Pecchi è da sempre caratterizzata da due fattori. Il primo è la vicinanza con il Naviglio Martesana che, attraverso il reticolo idrico minore, formato da rogge e fossi, fornisce l'acqua per la coltivazione. Il secondo è il fatto di essere in una posizione di confine tra la Brianza, caratterizzata da piccoli appezzamenti posseduti e gestiti a livello familiare, e la Bassa Pianura Padana caratterizzata da grandi proprietà date in affitto e coltivate da molte famiglie alle dipendenze di un "fittavolo".
Delle numerose cascine che caratterizzavano il territorio, alcune sono ancora in attività come la Cascina Giavarina, la Cascina San Moro, la Cascina Moretti, la cascina Zanini e la Cascina Fumagalli, altre sono state abbandonate come la Cascina Malpaga, la Cascina Malachina e la Cascina Bindellera (oggi di proprietà del comune che sta pensando ad un progetto di recupero per fini pubblici), altre ancora sono state recuperate (demolendole come la Cascina Sant'Agata oggi residenza o la Cascina Casale sede della biblioteca comunale e del teatro civico o tentando di mantenere almeno parte dell'esistente come per il Mulino Dugnani).
Dopo la recente espansione urbanistica, l'area maggiormente dedicata all'agricoltura è quella della frazione Sant'Agata, le coltivazioni più comuni sono il granoturco e il foraggio utilizzati per l'alimentazione delle vacche da latte.

### Industria
Le principali aree industriali di Cassina de' Pecchi si trovano a sud ovest in località Camporicco, a nord ovest a ridosso del comune di Cernusco sul Naviglio e lungo la Padana Superiore in direzione di Gorgonzola. Sono inoltre presenti diverse attività di tipo artigianale.
I settori prevalenti sono le telecomunicazioni con la Nokia Siemens ex Siemens (ex GTE) che ha chiuso le attività produttive, lasciando in vita al momento i resti di quello che è stato uno dei primari centri di sviluppo dei ponti radio a livello mondiale, e gli uffici della Telecom (la Sirti ha ormai dismesso i suoi uffici), la metalmeccanica con la ex Nicola e Albia (oggi parte della società ITP Benelli Spa, attiva nel settore dell'Oil & Gas), le aziende ad alta tecnologia con Selerant (software) e Logic (sistemi avionici).
Vi è inoltre da segnalare la presenza di un importante deposito di carburante presso la Cascina San Moro.

## Infrastrutture e trasporti
Cassina de' Pecchi è servita dalla Linea 2 della metropolitana di Milano con l'omonima stazione. È inoltre raggiungibile uscendo ai caselli di Agrate oppure Cavenago/Cambiago della A4 Milano-Venezia, al casello Melegnano della A1 Autostrada del Sole o all'uscita Carugate della Tangenziale Est di Milano, oppure uscendo all'uscita Cassina de' Pecchi/Cernusco sul Naviglio dalla nuova superstrada SP 103 Cassanese (si congiunge nel tratto Nord dell'A35) che in una direzione va verso Milano (assieme alla SP 14 Rivoltana (si congiunge nel tratto Sud dell'A35) anch'essa riqualificata a superstrada) e nell'altra finisce a Liscate dove c'è l'interscambio con la Tangenziale Est Esterna di Milano (TEEM, A58) e con la BreBeMi (A35).

## Amministrazione
| Periodo        | Periodo          | Primo cittadino  | Partito                   | Carica  | Note   |
| -------------- | ---------------- | ---------------- | ------------------------- | ------- | ------ |
| 23 aprile 1995 | 12 giugno 2004   | Giovanni Mele    | L'Ulivo                   | Sindaco | [ 13 ] |
| 12 giugno 2004 | 7 giugno 2009    | Simona Ginzaglio | Lista civica              | Sindaco | [ 13 ] |
| 7 giugno 2009  | 15 novembre 2013 | Claudio D'Amico  | Lega Nord                 | Sindaco | [ 13 ] |
| 25 maggio 2014 | 26 maggio 2019   | Massimo Mandelli | Lista civica              | Sindaco | [ 13 ] |
| 26 maggio 2019 | 9 giugno 2024    | Elisa Balconi    | Lega Nord e Liste civiche | Sindaco | [ 13 ] |
| 9 giugno 2024  | in carica        | Elisa Balconi    | Lega Nord e Liste civiche | Sindaco | [ 13 ] |

### Gemellaggi
- Élancourt[14]
- Achillion[14]
- Cittanova, dal 2024[14]